# Eve Stewart (Ruderin)

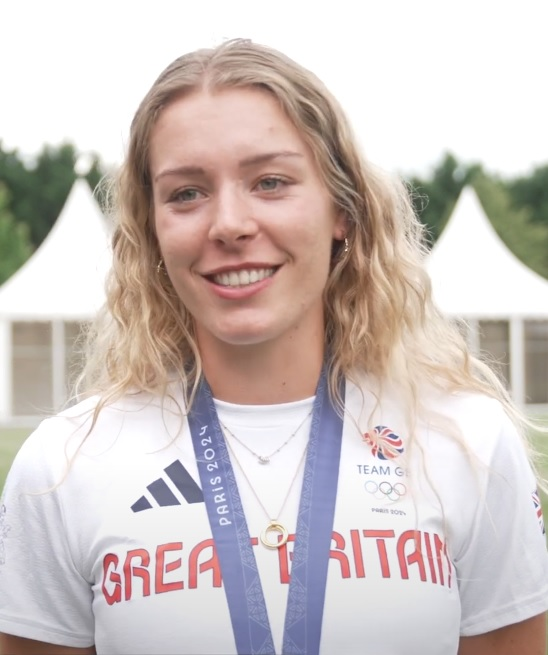
Eve Stewart bei den Olympischen Spielen 2024

Eve Stewart (* 13. Januar 1998) ist eine britische Ruderin. 2024 gewann sie die olympische Bronzemedaille im Achter.

## Sportliche Karriere
Eve Stewart ist die Enkelin von Pat Stewart, die Mitglied der Tiller Girls war. Stewart begann in Amsterdam mit dem Rudersport und startete ab 2015 für die Niederlande. 2018 gewann sie mit dem niederländischen Achter die Silbermedaille bei den U23-Weltmeisterschaften. 2019 wurde sie Fünfte im Zweier ohne Steuerfrau. 2021 trat sie zusammen mit José Agnes van Veen im Zweier bei der Regatta in Luzern zur Olympiaqualifikation an, die beiden erreichten aber nur den sechsten Platz.
Seit 2024 tritt Eve Stewart für das Vereinigte Königreich an, die durch Geburt erworbene Staatsangehörigkeit hatte sie nie abgelegt. Bei den Europameisterschaften in Szeged belegte der britische Achter mit Heidi Long, Rowan McKellar, Holly Dunford, Eve Stewart, Lauren Irwin, Emily Ford, Harriet Taylor, Annie Campbell-Orde und Steuermann Henry Fieldman den zweiten Platz mit drei Sekunden Rückstand auf die Rumäninnen. Drei Monate später bei den Olympischen Spielen in Paris siegten ebenfalls die Rumäninnen, hinter den Kanadierinnen gewann der britische Achter in der gleichen Besetzung wie bei den Europameisterschaften die Bronzemedaille.
Eve Stewart rudert für den Leander Club, nachdem sie früher in Amsterdam für ASR Nereus gerudert war. Sie studierte Englisch und Creative Writing an der University of Iowa und ruderte auch für ihr College. So war sie 2018 bei den Meisterschaften der National Collegiate Athletic Association dabei.